# Ruisseauville
Ruisseauville is een gemeente in het Franse departement Pas-de-Calais (regio Hauts-de-France) en telt 121 inwoners (1999). De plaats maakt deel uit van het arrondissement Montreuil.

## Geografie
De oppervlakte van Ruisseauville bedraagt 3,9 km², de bevolkingsdichtheid is 31,0 inwoners per km².
De onderstaande kaart toont de ligging van Ruisseauville met de belangrijkste infrastructuur en aangrenzende gemeenten.

## Demografie
Onderstaande figuur toont het verloop van het inwonertal (bron: INSEE-tellingen).